# Walter M. Fitch
Walter Monroe Fitch (* 21. Mai 1929 in San Diego; † 10. März 2011 in Irvine, Kalifornien) war ein US-amerikanischer Molekularbiologe und Evolutions-Forscher. Er gilt als Begründer der Molekularen Phylogenie.

## Ausbildung und Forschung
Walter Fitch erwarb an der University of California, Berkeley 1953 den Bachelor-Grad im Fach Chemie und 1958 den Doktor-Grad im Fach Biochemie. Nach einigen Jahren Forschung als Post-Doktorand lehrte er von 1962 bis 1986 als Professor an der School of Medicine der University of Wisconsin–Madison. Danach wechselte er an die University of Southern California, wo er von 1986 bis 1989 Professor für Biologie war und danach bis zu seinem Tod einen Lehrstuhl für Ökologie und Evolutionsbiologie innehatte.
In den 1960er- und 1970er-Jahren befasste er sich unter anderem mit Theorien zur Evolution auf der Ebene von Molekülen. Er entwarf Computer-Algorithmen, mit deren Hilfe die verwandtschaftliche Nähe von Organismen anhand von Protein- oder Nukleotidsequenzen bestimmt und graphisch in phylogenetischen Bäumen per Distanzmatrix veranschaulicht werden konnte („Fitch-Margoliash method“ und „Fitch parsimony algorithm“). Als Modellfall diente ihm insbesondere Cytochrom c. Er entwickelte Methoden, um homologe und analoge Strukturen bei Proteinen unterscheiden zu können, eine Voraussetzung für die Rekonstruktion einer Stammesgeschichte anhand biochemischer Merkmale.
Als sein wissenschaftliches Hauptwerk gilt die 1967 in Science veröffentlichte Studie Construction of Phylogenetic Trees („Die Konstruktion von phylogenetischen Bäumen“), die als einer der Gründungstexte der Molekularen Phylogenie gilt. Ferner befasste er sich mit dem Rekonstruieren der molekularen Evolution von HI-Viren und von Influenzaviren.
Walter Fitch leitete ab 1983 zehn Jahre lang die neu gegründete Fachzeitschrift Molecular Biology and Evolution und war 1992 Mitbegründer und Gründungsvorsitzender der Society for Moleculare Biology and Evolution. Nach ihm wurde 1993 der Walter M. Fitch Award der Society for Moleculare Biology and Evolution benannt. Er war Mitglied der National Academy of Sciences der Vereinigten Staaten, seit 1991 der American Academy of Arts and Sciences, der Linnean Society of London und der American Philosophical Society.
Fitch hinterließ bei seinem Tod das fast fertiggestellte Manuskript für sein Buch Logic, Rhetoric, and Science: And Why Creationism Fails at All Three, das im März 2012 unter dem Titel The Three Failures of Creationism: Logic, Rhetoric, and Science im Verlag der University of California erschienen ist.

## Schriften (Auswahl)
- mit Emanuel Margoliash: Construction of phylogenetic trees. In: Science. Band 155, Nr. 3760, 1967, S. 279–284, doi:10.1126/science.155.3760.279, Volltext (PDF; 356 kB).
- mit Emanuel Margoliash: A method for estimating the number of invariant amino acid coding positions in a gene using cytochrome c as a model case. In: Biochemical Genetics. Band 1, Nr. 1, 1967, S. 65–71, doi:10.1007/BF00487738.
- Distinguishing homologous from analogous proteins. In: Systematic Biology. Band 19, Nr. 2, 1970, S. 99–113, doi:10.2307/2412448.
- Toward defining the course of evolution: minimum change for a specified tree topology. In: Systematic Zoology. Band 20, Nr. 4, 1971, S. 406–416, doi:10.1093/sysbio/20.4.406 Volltext (PDF; 395 kB).
- The molecular evolution of cytochrome c in eukaryotes. In: Journal of Molecular Evolution. Band 8, Nr. 1, 1976, S. 13–40, doi:10.1007/BF01738880.
- Homology: a personal view on some of the problems. Review-Artikel in: Trends in Genetics. Band 16, Nr. 5, 2000, S. 227–231, doi:10.1016/S0168-9525(00)02005-9.
- Evolution Is a Fact. In: Joel Cracraft und Rodger W. Bybee (Hrsg.): Evolutionary Science and Society: Educating a New Generation. Biological Sciences Curriculum Study, Colorado Springs 2005, S. 22 ff., ISBN 1-929614-23-3, Volltext (PDF; 5,5 MB). (Memento vom 25. März 2017 im Internet Archive)

## Belege
1. ↑  William A. Atchley: Walter M. Fitch (1929–2011). In: Science, Band 332, 2011, S. 804, doi:10.1126/science.1207426

| Personendaten    | Personendaten                                              |
| ---------------- | ---------------------------------------------------------- |
| NAME             | Fitch, Walter M.                                           |
| ALTERNATIVNAMEN  | Fitch, Walter Monroe (vollständiger Name)                  |
| KURZBESCHREIBUNG | US-amerikanischer Molekularbiologe und Evolutions-Forscher |
| GEBURTSDATUM     | 21. Mai 1929                                               |
| GEBURTSORT       | San Diego                                                  |
| STERBEDATUM      | 10. März 2011                                              |
| STERBEORT        | Irvine                                                     |